# Šuani
Šuani (francuski: Chouans) bio je naziv za skupine seljaka na zapadu Francuske (Bretanji i Maineu) i sjeveru Loire koji su 1793. osnovali oružani kontrarevolucionarni pokret poznat kao chouannerie. Cilj njihovog pokreta je bio svrgavanje jakobinaca te ponovna uspostava monarhije.
Ime su dobili po krijumčaru Jeanu Cotterau zvanom Jean Chouan zbog njegovog uspješnog oponašanja sove. (chat-houant- iskvareno chouan) Cotterau je bio jedan od vođa pokreta zajedno s Charlesom Armandom Tuffinom. Pokret je započet 1794. i okončan 1800.
Ispočetka su Šuani bili raštrkana gerila koja je sporadično djelovala, katkad i s razbojničkim obilježjima, ali se povodom dolaska 3.500 kralju odanih francuskih vojnika koje je kod mjesta Carnac iskrcala britanska flota 23. lipnja 1795. okupila uz njih snaga od oko 15.000 šuanskih pobunjenika. Nakon što su ih snage Republike porazile u otvorenom srazu, Šuani su nastavili s gerilskim ratom, te nisu pod svojom kontrolom držali niti jedan veći grad.
Kao kraj pravog rata uzima se 26. ožujak 1796. godine, kada je u Nantesu strijeljan šuanski general François de Charette; međutim su mnoge šuanske grupe nastavile oružanu borbu do 1800. godine.
Iako su poticaj za pokret dali socijalno-ekonomski razlozi - Republika je grubo ubirala poreze i provodila prisilno novačenje u vojsku - glavni uzrok pokreta bio je vjerske prirode: Republika je 1793. god. posve zabranila Katoličku Crkvu i nastojala 1793./94. kao državnu vjeru uspostaviti deističku religiju pod nazivom "Kult Razuma i Višnjeg bića" (franc. "Culte de la Raison et de l'Être suprême"). Stoga se Šuanerija najviše raširila u krajevima gdje je ranije protureformacija bila najučinkovitija.  Pokret je nestao s konkordatom iz 1801. kojim je katoličanstvo ponovno priznato državnom religijom Francuske.